# Ciclone Apollo
O ciclone Apollo, também conhecido como Medicane Nearchus, foi um poderoso ciclone tropical mediterrâneo que afetou muitos países da costa mediterrânea, especialmente a Itália, em 2021. A tempestade matou 7 pessoas no total, devido às inundações do ciclone, nos países da Tunísia, Argélia, Malta e Itália, onde os piores efeitos foram sentidos, especialmente na ilha da Sicília. As estimativas de danos da Aon Benfield foram fixadas em mais de US$ 245 milhões.

## História meteorológica
Por volta de 22 de outubro de 2021, formou-se uma área de trovoadas organizadas perto das Ilhas Baleares, com a perturbação a tornar-se mais organizada e a desenvolver uma área de baixa pressão por volta de 24 de outubro. No dia seguinte, a área de baixa pressão começou a desenvolver um centro de circulação de baixo nível, e deslocou-se para o mar Tirreno. Em 28 de outubro, o sistema organizou-se ainda mais e intensificou-se, o que levou os institutos de previsão na Europa a nomearem o mínimo. O Serviço Meteorológico da Itália chamou a tempestade Apolo (que foi então adotado pela Universidade Livre de Berlim), enquanto a Grécia chamou a tempestade de Nearchus. Em 29 de outubro de 2021, um navio no Mar Mediterrâneo passou perto de Apollo e mediu um pico de velocidade do vento de 104 km/h e uma pressão de 999.4 mb (29.51 inHg), indicando que Apollo ainda estava se fortalecendo. Depois que Apollo fez a sua maior aproximação com a Sicília durante a noite de 29 de outubro, Apollo parecia ter começado a enfraquecer à medida que sua convecção diminuía e a sua circulação de baixo nível foi exposta em imagens visíveis de satélite em 30 de outubro de 2021. Em 31 de outubro de 2021, Apollo atingiu a costa perto de Bayda e permaneceu no interior até emergir sobre o Mediterrâneo algumas horas depois. Em 2 de novembro de 2021, Apollo dissipou-se para o interior da Turquia.

## Preparativos e impacto
As fortes chuvas do ciclone e seu precursor causaram fortes chuvas e inundações na Tunísia, na Argélia, no sul da Itália e em Malta, matando 7 pessoas no total. As inundações foram especialmente graves nas províncias de Catânia e Siracusa, no leste da Sicília.

## Consequências e nomenclatura
Alguns nomes para o ciclone incluem o mais comumente usado, Apollo, que foi usado pela Itália, que o usou em sua lista de nomenclatura para a temporada de tempestades de vento de 2021-22, e também foi usado pela Universidade Livre de Berlim. A agência Meteo Grécia batizou o sistema de Nearchus, em homenagem ao viajante de mesmo nome.